# Brisbane International 2024
Brisbane International 2024 byl společný tenisový turnaj na profesionálních okruzích mužů ATP Tour a žen WTA Tour, hraný v Queenslandském tenisovém centru. Třináctý ročník Brisbane International probíhal mezi 31. prosincem 2023 a 7. lednem 2024 v australském Brisbane, metropoli státu Queensland, na dvorcích s tvrdým povrchem GreenSet.
Mužská polovina se na okruh vrátila poprvé od roku 2019. S dotací 739 945 dolary patřila do kategorie ATP Tour 250. Ženská část, hraná prmiérově od sezóny 2020, disponovala rozpočtem 1 736 763 dolarů v kategorii WTA 500. Nejvýše nasazenými singlisty se stali osmý hráč žebříčku Holger Rune z Dánska a světová dvojka Aryna Sabalenková. Oba prohráli finálové zápasy. Jako poslední přímí účastníci do dvouher nastoupili australský 66. tenista pořadí Christopher O'Connell a 79. žena klasifikace Viktorija Tomovová z Bulharska.
V Brisbane se na okruh vrátily bývalé světové jedničky a grandslamoví šampioni Rafael Nadal s Naomi Ósakaovou. Španěl se na dvorec vrátil po 347denním výpadku, když naposledy odehrál Australian Open 2023. Ve druhém kole utrpěl zranění bedrokyčelního svalu, které jej na rok vyřadilo z aktivního tenisu. Japonka nehrála od zářijového Pan Pacific Open 2022 a v červenci 2023 se jí narodila dcera Shai.
V důsledku invaze Ruska na Ukrajinu na konci února 2022 řídící organizace tenisu ATP, WTA a ITF s grandslamy rozhodly, že ruští a běloruští tenisté mohli dále na okruzích startovat, ale do odvolání nikoli pod vlajkami Ruska a Běloruska.
Devátý singlový titul na okruhu ATP Tour vybojoval 32letý Bulhar Grigor Dimitrov, jímž navázal na brisbaneskou trofej z roku 2017. Soutěž ATP tak vyhrál poprvé od Turnaje mistrů 2017. Šestý titul z dvouhry okruhu WTA Tour, a první v kategorii WTA 500, si odvezla 24letá Kazachstánka Jelena Rybakinová, jež prošla soutěží bez ztráty setu. Ve čtyřhře mužů triumfoval britsko-nizozemský pár Lloyd Glasspool a Jean-Julien Rojer, jehož členové odehráli první společný tutnaj. V semifinále a finále odvrátili celkem tři mečboly. 42letý veterán Rojer vyhrál turnaj ATP v šestnácté sezóně. Ženský debl ovládly Ukrajinka Ljudmyla Kičenoková s Lotyškou Jeļenou Ostapenkovou, které si připsaly třetí společnou trofej.

## Rozdělení bodů a finančních odměn

### Rozdělení bodů
| Soutěž       | Soutěž        | vítězové | finalisté | semifinalisté | čtvrtfinalisté | 16 v kole | 32 v kole | 48 v kole | Q  | Q2 | Q1 |
| ------------ | ------------- | -------- | --------- | ------------- | -------------- | --------- | --------- | --------- | -- | -- | -- |
| dvouhra mužů | [ 3 ] [ 12 ]  | 250      | 165       | 100           | 50             | 25        | 0         | —         | 13 | 7  | 0  |
| čtyřhra mužů | [ 13 ] [ 14 ] | 250      | 150       | 90            | 45             | 20        | 0         | —         | —  | —  |    |
| dvouhra žen  | [ 2 ] [ 15 ]  | 500      | 325       | 195           | 108            | 60        | 32        | 1         | 25 | 13 | 1  |
| čtyřhra žen  | [ 16 ]        | 500      | 325       | 195           | 108            | 1         | —         | —         | —  | —  | —  |

### Finanční odměny
| Soutěž                                  | Soutěž        | vítězové  | finalisté | semifinalisté | čtvrtfinalisté | 16 v kole | 32 v kole | 48 v kole | Q2       | Q1      |
| --------------------------------------- | ------------- | --------- | --------- | ------------- | -------------- | --------- | --------- | --------- | -------- | ------- |
| dvouhra mužů                            | [ 3 ] [ 12 ]  | 95 340 $  | 55 665 $  | 32 800 $      | 18 700 $       | 11 000 $  | 6 640 $   | —         | 3 600 $  | 2 000 $ |
| čtyřhra mužů                            | [ 13 ] [ 14 ] | 34 600 $  | 18 000 $  | 9 500 $       | 5 310 $        | 2 900 $   | 1 620 $   | —         | —        | —       |
| dvouhra žen                             | [ 2 ] [ 15 ]  | 220 000 $ | 135 000 $ | 79 000 $      | 38 000 $       | 20 400 $  | 14 000 $  | 12 200 $  | 10 300 $ | 5 200 $ |
| čtyřhra žen                             | [ 16 ]        | 73 000 $  | 45 039 $  | 26 100 $      | 13 320 $       | 10 518 $  | 8 000 $   | —         | —        | —       |
| částky ve čtyřhrách jsou uvedeny na pár |               |           |           |               |                |           |           |           |          |         |

## Mužská dvouhra

### Nasazení
| Stát                             | Hráč                    | ATP | Nasazení |
| -------------------------------- | ----------------------- | --- | -------- |
| Dánsko                           | Holger Rune             | 8.  | 1.       |
| Bulharsko                        | Grigor Dimitrov         | 14. | 2.       |
| USA                              | Ben Shelton             | 17. | 3.       |
| Francie                          | Ugo Humbert             | 20. | 4.       |
| USA                              | Sebastian Korda         | 24. | 5.       |
| Argentina                        | Sebastián Báez          | 28. | 6.       |
| Argentina                        | Tomás Martín Etcheverry | 30. | 7.       |
|                                  | Aslan Karacev           | 35. | 8.       |
| Žebříček ATP k 25. prosinci 2023 |                         |     |          |

### Jiné formy účasti
Následující hráčí obdrželi divokou kartu do hlavní soutěže:
- Rinky Hijikata
- Jason Kubler
- Rafael Nadal

Následující hráč nastoupil díky programu Next Gen pro hráče do 20 let jako člen Top 250:
- Luca Van Assche

Následující hráči postoupili z kvalifikace:
- James Duckworth
- Lukáš Klein
- Tomáš Macháč
- Alex Michelsen
- Dominic Thiem
- Li Tu

### Odhlášení
před zahájením turnaje
- Marcos Giron → nahradil jej  Christopher O'Connell
- Jošihito Nišioka → nahradil jej  Aleksandar Vukic
- Reilly Opelka → nahradil jej  Thanasi Kokkinakis

## Mužská čtyřhra

### Nasazení
| Stát                                                                        | Hráč              | Stát       | Hráč                | ATP  | Nasazení |
| --------------------------------------------------------------------------- | ----------------- | ---------- | ------------------- | ---- | -------- |
| Německo                                                                     | Kevin Krawietz    | Německo    | Tim Pütz            | 45.  | 1.       |
| Spojené království                                                          | Lloyd Glasspool   | Nizozemsko | Jean-Julien Rojer   | 49.  | 2.       |
| USA                                                                         | Nathaniel Lammons | USA        | Jackson Withrow     | 49.  | 3.       |
| Austrálie                                                                   | Rinky Hijikata    | Austrálie  | Jason Kubler        | 53.  | 4.       |
| Chorvatsko                                                                  | Nikola Mektić     | Monako     | Hugo Nys            | 58.  | 5.       |
| Finsko                                                                      | Harri Heliövaara  | Austrálie  | John Peers          | 68.  | 6.       |
| Ekvádor                                                                     | Gonzalo Escobar   | Kazachstán | Oleksandr Nedověsov | 96.  | 7.       |
| Indie                                                                       | Juki Bhambri      | Nizozemsko | Robin Haase         | 103. | 8.       |
| Žebříček ATP k 25. prosinci 2023; číslo je součtem umístění obou členů páru |                   |            |                     |      |          |

### Jiné formy účasti
Následující páry obdržely divokou kartu do hlavní soutěže:
- James Duckworth /  Christopher O'Connell
- Marc López /  Rafael Nadal

Následující pár postoupil do hlavní soutěže z kvalifikace:
- Alexandr Bublik /  Tallon Griekspoor

### Odhlášení
před zahájením turnaje
- Máximo González /  Andrés Molteni → nahradili je  Maxime Cressy /  Márton Fucsovics

## Ženská dvouhra

### Nasazení
| Stát                             | Hráčka                   | WTA | Nasazení |
| -------------------------------- | ------------------------ | --- | -------- |
|                                  | Aryna Sabalenková        | 2.  | 1.       |
| Kazachstán                       | Jelena Rybakinová        | 4.  | 2.       |
| Lotyšsko                         | Jeļena Ostapenková       | 13. | 3.       |
|                                  | Ljudmila Samsonovová     | 16  | 4        |
|                                  | Darja Kasatkinová        | 18. | 5.       |
|                                  | Veronika Kuděrmetovová   | 19. | 6.       |
|                                  | Jekatěrina Alexandrovová | 21. | 7.       |
|                                  | Viktoria Azarenková      | 22. | 8.       |
| Polsko                           | Magda Linetteová         | 24. | 9.       |
| Rumunsko                         | Sorana Cîrsteaová        | 26. | 10.      |
|                                  | Anastasija Potapovová    | 27. | 11.      |
| Ukrajina                         | Anhelina Kalininová      | 28. | 12.      |
| Belgie                           | Elise Mertensová         | 29. | 13.      |
| USA                              | Sofia Keninová           | 33. | 14.      |
| Čína                             | Ču Lin                   | 37. | 15.      |
| Česko                            | Karolína Plíšková        | 38. | 16.      |
| Žebříček WTA k 25. prosinci 2023 |                          |     |          |

### Jiné formy účasti
Následující hráčky obdržely divokou kartu do hlavní soutěže:
- Kimberly Birrellová
- Naomi Ósakaová
- Arina Rodionovová
- Darja Savilleová

Následující hráčky postoupily z kvalifikace:
- Tímea Babosová
- Hailey Baptisteová
- Olivia Gadecká
- Julia Rierová
- Zeynep Sönmezová
- Dajana Jastremská

### Odhlášení
před zahájením turnaje
- Irina-Camelia Beguová → nahradila ji  Ashlyn Kruegerová
- Madison Keysová → nahradila ji Diana Šnajderová
- Karolína Muchová → nahradila ji  Tamara Korpatschová
- Nadia Podoroská → nahradila ji  Cristina Bucșová

## Ženská čtyřhra

### Nasazení
| Stát                                                                         | Hráčka                 | Stát      | Hráčka               | WTA | Nasazení |
| ---------------------------------------------------------------------------- | ---------------------- | --------- | -------------------- | --- | -------- |
| Čínská Tchaj-pej                                                             | Sie Šu-wej             | Belgie    | Elise Mertensová     | 8.  | 1.       |
| Čínská Tchaj-pej                                                             | Čan Chao-čching        | Mexiko    | Giuliana Olmosová    | 46. | 2.       |
| Japonsko                                                                     | Miju Katová            | Indonésie | Aldila Sutjiadiová   | 53. | 3.       |
| Brazílie                                                                     | Ingrid Martinsová      | Brazílie  | Luisa Stefaniová     | 66. | 4.       |
| Ukrajina                                                                     | Ljudmyla Kičenoková    | Lotyšsko  | Jeļena Ostapenková   | 70. | 5.       |
|                                                                              | Veronika Kuděrmetovová |           | Ljudmila Samsonovová | 71. | 6.       |
| Maďarsko                                                                     | Tímea Babosová         | Ukrajina  | Marta Kosťuková      | 94. | 7.       |
| Japonsko                                                                     | Eri Hozumiová          | Japonsko  | Makoto Ninomijová    | 99. | 8.       |
| Žebříček WTA k 25. prosinci 2023; číslo je součtem umístění obou členek páru |                        |           |                      |     |          |

### Jiné formy účasti
Následující páry obdržely divokou kartu do hlavní soutěže:
- Talia Gibsonová /  Priscilla Honová
- Darja Kasatkinová /  Darja Savilleová

### Odhlášení
před zahájením turnaje
- Ingrid Martinsová /  Luisa Stefaniová → nahradily je  Linda Nosková /   Diana Šnajderová

## Přehled finále

### Mužská dvouhra
- Grigor Dimitrov vs.  Holger Rune, 7–6(7–5), 6–4

### Ženská dvouhra
- Jelena Rybakinová vs. Aryna Sabalenková, 6–0, 6–3

### Mužská čtyřhra
- Lloyd Glasspool /  Jean-Julien Rojer vs.  Kevin Krawietz /  Tim Pütz, 7–6(7–3), 5–7, [12–10]

### Ženská čtyřhra
- Ljudmyla Kičenoková /  Jeļena Ostapenková vs.  Greet Minnenová /  Heather Watsonová, 7–5, 6–2